# Vicariato apostólico de San Jorge
El vicariato apostólico de San Jorge (en latín: Vicariatus Apostolicus Sancti Georgii) fue una circunscripción eclesiástica de la Iglesia católica en Colombia. Se trataba de un vicariato apostólico latino, inmediatamente sujeto a la Santa Sede. Fue suprimido el 25 de abril de 1969.

## Territorio y organización
El vicariato apostólico extendía su jurisdicción sobre los fieles católicos de rito latino residentes:
- el departamento de Córdoba los municipios de: Montelíbano, Ayapel;
- el departamento de Bolívar los municipios de: Achí, Barranco de Loba, Morales, San Martín de Loba, Simití, San Pablo;
- el departamento de Sucre los municipios de: Caimito, Majagual, San Benito Abad, San Marcos, Sucre, Toluviejo.[1]

La sede del vicariato apostólico se encontraba en la ciudad de San Benito Abad, en catedral era la actual basílica del Señor de los Milagros, hoy perteneciente a la diócesis de Sincelejo.
En 1966 en el vicariato apostólico existían 27 parroquias.

## Historia
La prefectura apostólica del Sinú fue erigida el 12 de junio de 1924 mediante la bula Christi Domini del papa Pío XI, tomando su territorio de la arquidiócesis de Cartagena de Indias. La prefectura fue confiada al cuidado de los misioneros del Instituto Español de San Francisco Javier para las Misiones Extranjeras .
El 12 de enero de 1931, mediante el breve Constitutione Apostolica del papa Pío XI, tomó el nombre de prefectura apostólica de San Jorge.
El 10 de marzo de 1950 la prefectura apostólica fue elevada a vicariato apostólico mediante la bula Si evangelicos del papa Pío XII. La sede del vicario se disputó entre las ciudades de Ayapel y San Marcos, pero al final se impuso San Benito Abad, donde se erigió como catedral la basílica menor del Señor de los Milagros y donde también se estableció el seminario del vicariato apostólico.
El 20 de noviembre de 1954 cedió una parte de su territorio para la erección de la diócesis de Montería mediante la bula Quoniam Christus del papa Pío XII.
El 25 de abril de 1969, con tres bulas separadas del papa Pablo VI, el vicariato apostólico de San Jorge fue suprimido de facto y su territorio desmembrado en tres nuevas circunscripciones eclesiásticas:
- mediante la bula Ad Ecclesiam Christi se erigió la diócesis de Sincelejo, integrada por los municipios de Caimito, Majagual, San Benito Abad, San Marcos, Sucre, Tolúviejo, y demás municipios que anteriormente habían pertenecido a la arquidiócesis de Cartagena. La antigua catedral del vicariato apostólico de San Jorge es hoy basílica menor y parroquia de la diócesis de Sincelejo;[8]
- mediante la bula Recta sapiensque se erigió la diócesis de Magangué, integrada por los municipios de Achí, Barranco de Loba, Morales, San Martín de Loba, Simití, San Pablo, y además otros municipios que anteriormente habían pertenecido a la arquidiócesis de Cartagena; el último vicario apostólico de San Jorge, Eloy Tato Losada, fue nombrado obispo de Magangué;[9]
- mediante la bula Ex quo Deo se constituyó la prelatura territorial del Alto Sinú (hoy diócesis de Montelíbano), que comprendía los municipios de Montelíbano y Ayapel, y la de Tierralta tomada de la diócesis de Montería.[10]

## Estadísticas
Según el Anuario Pontificio 1967 el vicariato apostólico tenía a fines de 1966 un total de 280 000 fieles bautizados.
| Año                                                                             | Población | Población | Población      | Sacerdotes | Sacerdotes | Sacerdotes | Católicos por sacerdote | Diáconos permanentes | Religiosos | Religiosos | Parroquias y cuasiparroquias |
| Año                                                                             | Católicos | Total     | % de católicos | Total      | Diocesanos | Regulares  | Católicos por sacerdote | Diáconos permanentes | Masculinos | Femeninos  | Parroquias y cuasiparroquias |
| ------------------------------------------------------------------------------- | --------- | --------- | -------------- | ---------- | ---------- | ---------- | ----------------------- | -------------------- | ---------- | ---------- | ---------------------------- |
| 1950                                                                            | 97 921    | 97 995    | 99.9           | 17         | 17         |            | 5760                    |                      |            | 50         | 9                            |
| 1966                                                                            | 280 000   | 295 000   | 94.9           | 46         | 11         | 35         | 6086                    |                      |            | 114        | 27                           |
| Fuente: Catholic-Hierarchy, que a su vez toma los datos del Anuario Pontificio. |           |           |                |            |            |            |                         |                      |            |            |                              |

## Episcopologio
- Marcelino Lardizábal Aguirrebengoa, I.E.M.E. † (4 de marzo de 1925-1949 falleció)
- Francisco Santos Santiago, I.E.M.E. † (12 de marzo de 1950-25 de diciembre de 1957 falleció)
- José Lecuona Labandibar, I.E.M.E. † (4 de julio de 1958-20 de octubre de 1959 renunció)
- Eloy Tato Losada, I.E.M.E. † (3 de mayo de 1960-25 de abril de 1969 nombrado obispo de Magangué)